# Mogombouli
Mogombouli est une localité située dans le département de Namissiguima de la province du Yatenga dans la région Nord au Burkina Faso.

## Géographie
Mogombouli est situé à environ 9 km au sud-est de Namissiguima, le chef-lieu du département, et à 35 km à l'est de Ouahigouya. Le village est à 7 km au nord de la route nationale 15 reliant Ouahigouya à Kongoussi.

## Santé et éducation
Mogombouli accueille un centre de santé et de promotion sociale (CSPS) tandis que le centre hospitalier régional (CHR) se trouve à Ouahigouya.
Le village possède deux écoles primaires publiques (école A dans le bourg principal et école B à Monsom).